# Palazzo delle Poste (Forlì)

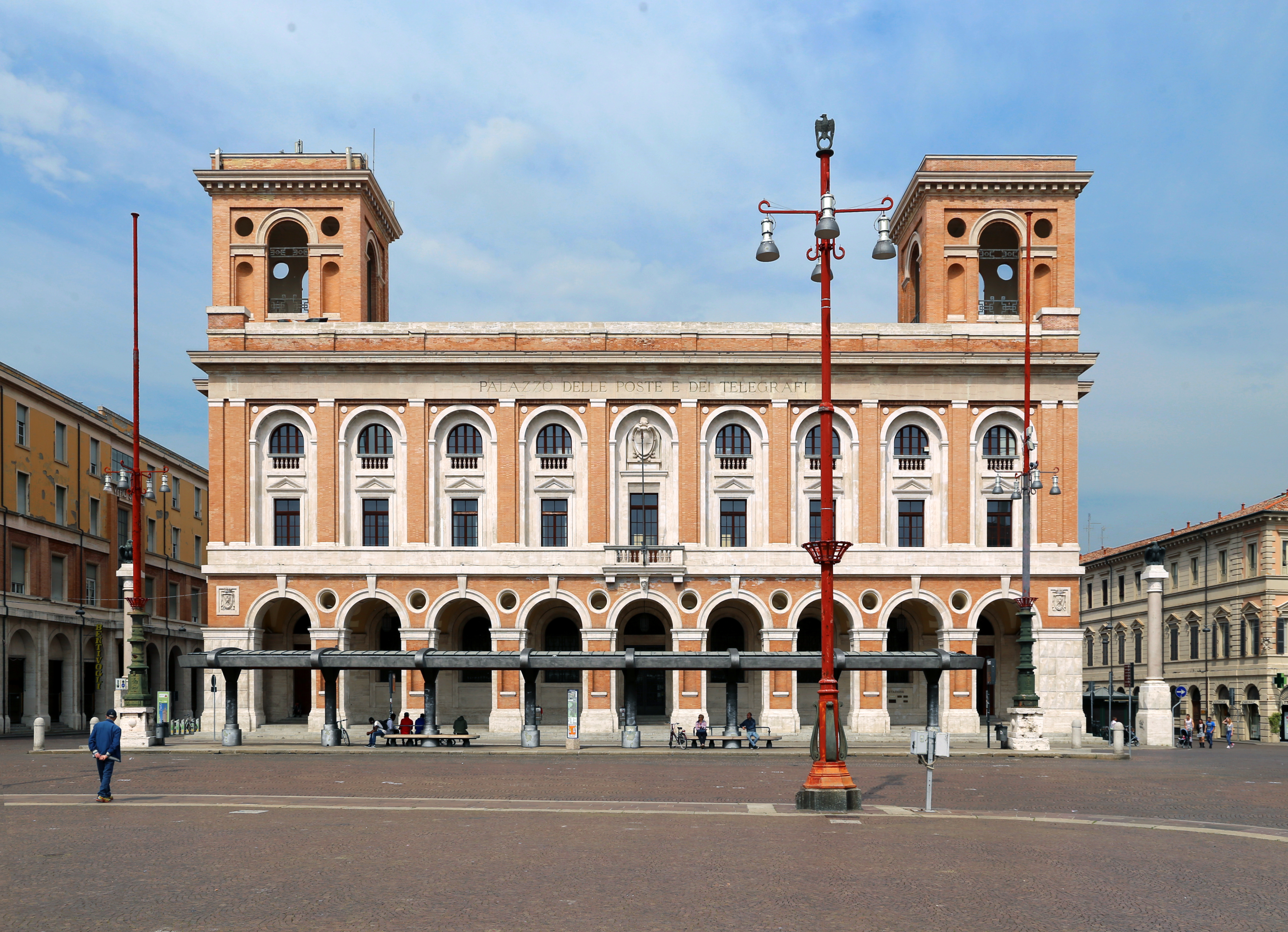
Palazzo delle Poste in Forlì, Hauptfassade zur Piazza Aurelio Saffi

Der Palazzo delle Poste e dei Telegrafi ist ein Palast des 20. Jahrhunderts im historischen Zentrum von Forlì in der italienischen Region Emilia-Romagna. Er liegt an der Piazza Aurelio Saffi, auf den seine Hauptfassade hinauszeigt. Die Seitenfassaden zeigen zum Corso Giuseppe Mazzini und zur Piazzetta Don Pippo (auch Piazzetta della Posta). Die Rückfassade zeigt zur Via Guido Bonatti. 

## Geschichte
Nach der Vereinigung des Königreichs Italien hatte die Post ihren Sitz im Palazzo Pettini an der Piazza del Duomo in einigen Räumlichkeiten, die der staatlichen Liegenschaftsverwaltung gehörten, neben denen, in denen die Büros des regionalen Genio Civile (dt.: Bauamt). 1885–1909 war sie in einigen Räumlichkeiten im Erd- und Zwischengeschoss des Palazzo dell’Intendenza di Finanza an der Piazza Maggiore (heute Piazza Aurelio Saffi) an der Ecke zur Via Jacopo Allegretti untergebracht. Das erste Telegraphenamt wurde 1857 im Inneren des Bürgerturms eröffnet und fand sich später provisorisch im Palazzo della Provincia in der Via delle Torri in der Nähe des Palazzo Rolli an der Piazza Maggiore. Ab 1889 wurden die beiden Sercices – Postamt und Telegraphenamt – im Palazzo dell’Intendenza di Finanzia.
1909 wurden Post- und Telegraphenamt an die Piazza XX Settembre verlegt. Später, Ende der 1920er-Jahre, als man feststellte, dass das vorhandene Gebäude absolut unzureichend war, arrangierte das Fernmeldeministerium ein Projekt zur Erweiterung der Räumlichkeiten, das sich in Hinblick auf die tatsächlich dargestellten Bedürfnisse als ungenügend erwies, wenn man den vorgesehenen Zustand der Büros der Provinzdirektion der Post betrachtete. Es wurde daher vereinbart, die Möglichkeiten zu prüfen, die Büros an eine andere Stelle zu verlegen, aber in der Stadtmitte zu behalten, indem man ein neues Gebäude errichtete.

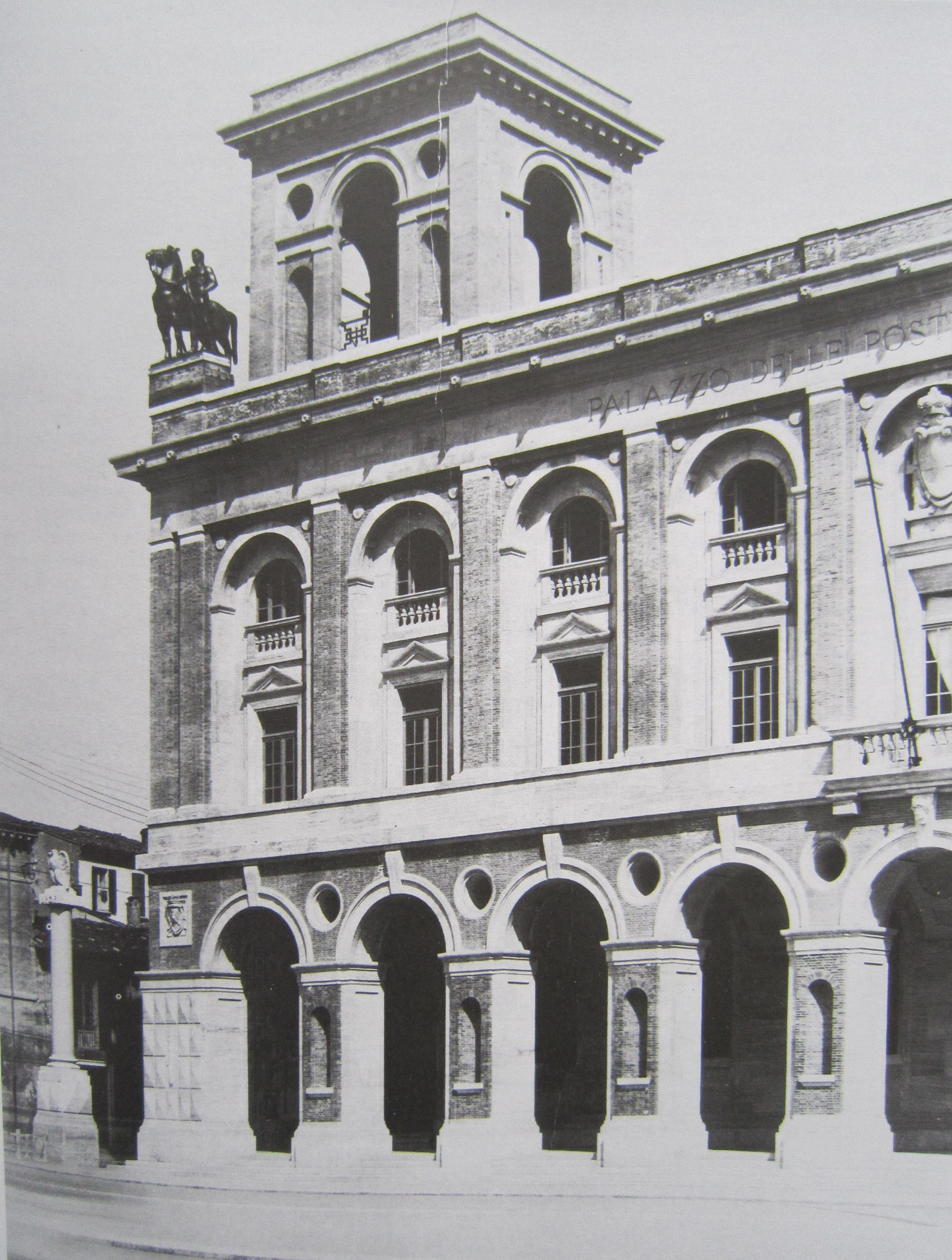
Der Palazzo delle Poste, wie er 1933 aussah. Die Skulptur wurde aus ästhetischen Gründen sofort wieder entfernt, um an einem ähnlichen Postgebäude aufgestellt zu werden, das Bazzani in Pescara entwarf.

Ende Juli 1930 verfügte die Regierung Mussolini die Errichtung verschiedener zentraler Postämter, darunter das von Forlì. Der Fernmeldeminister, Costanzo Ciano, beauftragte mit dem Projekt und der künstlerischen Leitung der Arbeiten den Bauingenieur und Architekten Cesare Bazzani (1873–1939), einem Mitglied der Accademia d'Italia und bekannten Projektanten zahlreicher öffentlicher Bauten, darunter etlicher Palazzi delle Poste (Imperia, Sanremo, Faenza, Ascoli Piceno, Macerata, Terni, Viterbo, Rieti, Pescara, Tarent usw.). Nachdem man den Plan der Errichtung des Gebäudes auf dem Gelände der ehemaligen Case Baratti am Corso Vittorio Emanuele (heute Corso della Repubblica) verworfen hatte, weil an dieser Stelle nur eine für die rationelle Verteilung der Dienstleistungen zu kurze Frontfassade möglich gewesen wäre, entschied man sich, vermutlich auf Betreiben des Regierungschefs, nach dem Abriss bestehender Gebäude den Palast auf der Nordseite der Piazza Aurelio Saffi in Verbindung mit der sogenannten „Isola Castellini“ zu errichten.
Die Skizze des neuen Palazzo delle Poste e dei Telegrafi in Forlì mit der vorläufigen Genehmigung des Duce wurde am 22. Dezember 1930 von Architekt Bazzani den örtlichen Behörden und der Stadtverordnetenversammlung vorgelegt. Das entsprechende Projekt wurde am 12. Januar 1931 erstellt und vom Fernmeldeminister Ciano am 17. Januar 1931 per Ministerialdekret bestätigt. Die folgende Variante des Projektes vom 7. Oktober 1931 wurde am 20. Oktober 1931 wiederum per Ministerialdekret bestätigt. Die Dekrete des Präfekten vom 20. Februar 1931 (vorübergehende Aneignung) und vom 18. November 1931 (permanente Aneignung) verfügten die Enteignung der Immobilien, die den Familien Pantoli, Rolli, Landini, Danesi und Monti gehörten. Die am 31. Oktober 1931 unterzeichnete Vereinbarung zwischen dem Ministerium und der Stadtverwaltung Forlì setzte die Beteiligung letzterer an den Baukosten des neuen Postgebäudes in Höhe von 700.000 Lire sowie den kostenlosen Erwerb einiger Grundstücke und Teilen von Straßen und Plätzen in Besitz der Stadt fest.
Im Frühjahr 1931 wurde die Räumung aller enteigneten Räumlichkeiten angeordnet, die bis dahin größtenteils Wohnzwecken gedient hatten, die Verlegung einiger Handelsgeschäfte in den betroffenen Räumen in das Erdgeschoss des Monte di Pietà sowie die Zahlung aller Enteignungsentschädigungen an die Eigentümer und einer Summe als Entschädigung an die vertriebenen Kaufleute. Die Abrissarbeiten an den enteigneten Gebäuden, mit denen am 17. Juni 1931 das Unternehmen Teofilo Raimondi e C. aus Cesena beauftragt wurde, begannen im folgenden Juli und nahmen den ganzen Sommer in Anspruch.
Im September 1931 wurde der exakte Standort des neuen Gebäudes festgelegt, wobei man die Zurücksetzung der Baulinie von der Baulinie der abgerissenen Gebäude vorsah, sodass die Ansicht des Platzes erweitert würde und man einen breiteren Ausgang zur Straße am Largo de Calboli und einen offeneren Blick auf die Monumentalfassaden der romanischen Kirche San Mercuriale und den dahinter liegenden Palazzo Paulucci de Calboli erhielte.
Die Bauarbeiten am neuen Postgebäude, die am 29. August 1931 dem Unternehmen Ettore Benini aus Forlì übertragen wurden, begannen im November 1931 und wurden größtenteils im Oktober 1932 fertiggestellt. Mit der Leitung der Arbeiten wurde die Werksabteilung Bologna der Ferrovie dello Stato in Person des Bauingenieurs Presutti im Namen des Abteilungsleiters, Bauingenieur Agazzi, betraut. Das Postgebäude wurde am 30. Oktober 1932 in Anwesenheit des Regierungschefs eingeweiht, in der Zeit des Zehnjahresjubiläums des Marsches auf Rom. Die Baukosten summierten sich laut den damaligen Zeitungen auf 6,68 Mio. Lire, wovon die Arbeiten 4,5 Mio. Lire kosteten, die Enteignungsentschädigungen sich auf 2 Mio. Lire beliefen und die Ausstattung 180.000 Lire kostete. Das Anwesen wurde mittels eines Übernahmeberichtes vom 3. April 1933 durch der Post- und Telegraphenverwaltung von der Werksabteilung Bologna der Eisenbahn übernommen. Von diesem Zeitpunkt an begannen die Büros der Provinzialdirektion und die Post- und Telegraphendienste mit ihrer Arbeit am neuen Standort.
Am 25. August 1944 wurde der Palazzo delle Poste bei einem Bombardement, das auch die Stadt Forlì traf, ernsthaft beschädigt, insbesondere das Dach, die Kundenhalle sowie die Fassaden zur Piazza Aurelio Saffi und zur Piazzetta della Posta. Teile der Büros wurden für eine kurze Zeit in ein Gebäude im Viertel San Martino in Strada verlegt und später in einige Räume des Monte di Pietà am Corso Giuseppe Garibaldi. Die Restaurierungsarbeiten, die das Bauamt durchführen ließ, begannen 1946 und waren 1950 abgeschlossen.

### Veränderungen
Die Durchsicht der Dokumente im Staatsarchiv von Forlì (Quelle: Bauamt – Kriegsschäden) und im Archiv des Werksbüros P.T. in Bologna ermöglichte die Korrektur der wichtigsten Veränderungen, die an dem Gebäude im Laufe der Zeit im Vergleich zum ursprünglichen Zustand, der durch Architektur- und Strukturzeichnungen im historischen Archiv der Eisenbahngesellschaft dokumentiert ist, vorgenommen worden waren.
Das Gebäude war innen durch verschiedene Umbauarbeiten, Anpassungen und Neuverteilungen der Dienste betroffen, die in einigen Fällen auch strukturelle Umbauten bedingten. In den Jahren 1960–1970 wurden zwischen dem Hochparterre und dem ersten Obergeschoss ein Zwischengeschoss eingezogen, eine Zugangstreppe aus armiertem Beton zum Dachgeschoss abgerissen und ein Teil der Sanitäranlagen verlegt. Weitere Umbauarbeiten umfassten die Erweiterung oder Verkleinerung zahlreicher Räume, den Austausch von Böden und Fenstern sowie die strukturelle Modifikation der Schalterhalle über dem Niveau der Schalter. Später, in den 1990er-Jahren, betrafen Modernisierungseingriffe einen Teil des zweiten Obergeschosses nach dem Abbau des Telegraphensaals. 2003 wurde der ehemalige Paketsortierraum im Hochparterre in Einklang mit der neuen Kundenausrichtung zur Nutzung für Schalter und Beratungsräume umgebaut.
Was die Fassaden anbetrifft, fällt die Vergrößerung eines Zugangs zu den Sortierräumen (Ladehof) an der Via Guido Bonatti auf, die in Harmonie mit den Fenstern im Hochparterre in den Jahren 1946–1950 vom Bauamt durchgeführt wurde, der Bau eines Türmchens auf dem Dach für den Maschinenraum des neuen Aufzugs, den die Werksabteilung P.T. 1960 entlang der Servicetreppe mit Zugang von der Via Guido Bonatti einbauen ließ, der Anbau von zwei Eisen-Glas-Dächern und der Ersatz einiger Fenster zu den Innenhöfen und der Ersatz der Fenster zum Eingang der Garage auf die Piazzetta Don Pippo durch die Werksabteilung der P.T. zwischen 1960 und 1980. Strukturelle Umbauarbeiten an den Fassaden in der Folge der Beseitigung der Kriegsschäden, die durch einige Neueindeckungen des Daches und kürzliche Reinigungs- und Restaurierungsarbeiten an der Loggia im Jahre 2001 erledigt wurden, wurden allerdings nicht durchgeführt.

## Beschreibung
Aus einer Prüfung der graphischen Dokumentation im Staatsarchiv von Terni und im historischen Archiv der Eisenbahngesellschaft ist zu erkennen, dass es mindestens drei Vorschläge des Architekten Bazzani für den neuen Palazzo delle Poste gegeben haben muss. Das letztlich gewählte Projekt wurde mehrmals überarbeitet, wobei wesentliche Änderungen in Architektur und Dimensionen vorgenommen wurden. Das Hinzufügen einer seitlichen Spanne und die letztliche Aufstockung der Türme verlieh dem Gebäude die feierliche Bedeutung, die für ein staatliches Gebäude notwendig war, wogegen die Reduktion der dekorativen und künstlerischen Elemente ihm einen nüchternen Charakter verlieh, der für diese Art von Gebäude besser passte. Im Inneren des Gebäudes war die Schalterhalle ursprünglich in rechteckiger Form vorgesehen, wie der entsprechende Vorhang, wurde später aber in halbrunder Form und überragt von einem Halbkuppeldach mit mehreren Oberlichtern und Rippen aus Stahlbeton realisiert. Daraus folgten strukturelle Änderungen an der Verteilung der angrenzenden Räumlichkeiten, an der Art der Schalter und an der generellen Ausführung des Saales. Der Palazzo delle Poste ist in modernisiertem Klassikstil gehalten, wobei er zu jener Reihe der Übergangswerke zurückkehrt, die Bazzani zu einer „erzwungenen“ modernistischen Evolution begleiteten, die bei der Projektierung des benachbarten Palazzo degli Uffici Statali (1934–1938) noch deutlicher zu sehen ist. Was die Typologie angeht, so schlug der Projektant diese Ausführung in der zweiten Hälfte der 1920er-Jahre vor, die durch eine Doppelreihe von Rundbögen und Ecktürme in einem Kontext von rigider Symmetrie gekennzeichnet, wobei die Änderungen übernommen wurden, die die Charakteristik des Ortes vorgibt.
Die Ansichten stechen durch den vorwiegenden Einsatz von sichtbaren, gemahlenen Ziegeln heraus, als kontextuelle Hommage an die Farbe des Platzes und der gleichnamigen Kirche San Mercuriale, durchsetzt von Travertinbändern aus Rapolano als Ausdruck der römischen und italienischen Bautradition und aus Kunststein mit Körnung oder einem nachgemachten Travertin-Finish.
Das Gebäude hat einen rechteckigen Grundriss mit Innenhof und besteht aus drei oberirdischen Stockwerken (ohne Dachgeschoss und Türme gerechnet) und einem Souterrain. Es steht vollkommen einzeln und bedeckt eine Grundfläche von etwa 52 Metern × 38 Metern; der Innenhof hat die Ausmaße von etwa 34 Metern × 15 Metern und die größte Höhe, gemessen vom Souterrain aus, beläuft sich auf etwa 36 Meter. Die Hauptfassade beinhaltet im Hochparterre eine massive Vorhalle mit neun Bögen, von der aus man zu den Schalterhallen und der Treppe zur Direktion gelangt. Die Säulen, die mit gewölbten Nischen und oberen Augen versehen sind, sind mit Travertin und Terrakotta verkleidet; die Innenwände sind mit Travertin verkleidet, wogegen der Boden mit Sektoren in buntem Marmor mit geometrischen Mustern belegt ist; die Treppenzüge sind in Granit gehalten und die Gewölbe mit Stuck verziert. Die Beschichtungen der Eckverkleidungen, die aus Bossenwerk in Diamantform bestehen, bestehen auch aus Travertin.
Zwei Ziersäulen in rosafarbenem Granit und Basen in Travertin flankieren die beiden Seiten der Vorhalle und stützen einen Bronzeadler. Ein Zierbrunnen, den der Architekt Bazzani entworfen hat, ist auch aus rosafarbenem Granit und Travertin und sollte in der Mitte des Rings vor dem Gebäude platziert werden, um das Werk zu komplettieren. Im letzten Moment wurde in Abstimmung mit der Stadt beschlossen, ihn auf dem Bahnhofsvorplatz in Achse mit der neuen Viale Benito Mussolini (heute: Viale della Libertà), genau gegenüber dem Denkmal für die Gefallenen und den Sieg aufzubauen, das ebenfalls von Bazzani entworfen worden war. Der Brunnen wurde bei einem Bombenangriff 1944 zerstört. Im oberen Teil des Palazzo delle Poste, der vollständig mit Travertin und Sichtmauerwerk verkleidet ist, öffnen sich, entsprechend den Bögen der Vorhalle neun große Bögen, unter denen je zwei übereinander angeordnete Fenster eingebaut wurden, von denen die unteren mit Tympana und die oberen mit Bögen versehen sind. Das mittlere Fenster ist breiter als die anderen und mit einem breiten Balkon in Granit und Travertin versehen. Der Balkon hat einen Fahnenträger und wird von einem Marmorwappen überragt. Die neun Joche sind mit Säulen aus Sichtmauerwerk versehen, die als Krönung ein Band in falschem Travertin tragen, auf dem zu lesen steht: „Palazzo delle Poste e dei Telegrafi“.
Die Fassade wird oben durch ein Gesims mit diskretem Überhang begrenzt, das aus Beton mit körniger Oberfläche besteht. Das Dachgeschoss ist in Sichtmauerwerk und Travertinblöcken darüber ausgeführt; es wurde später entgegen dem Willen von Bazzani erhöht, um das geneigte Ziegeldach zu verkleiden, das der Projektant in Harmonie mit den Gebäuden gegenüber absichtlich vom Vorplatz aus sichtbar gehalten hatte.
Zwei symmetrische Türme mit Bögen auf allen vier Seiten erheben sich leicht zurückgesetzt an den Ecken des Gebäudes. Die Fassaden der Türme in Sichtmauerwerk nehmen das architektonische Motiv der Joche der Vorhalle wieder auf, da dort hauptsächlich Kunststein anstatt Travertin für die Verzierungen verwendet wurde. Der obere Teil ist durch ein Gesims mit gezahnter Basis aus falschem Travertin nach oben begrenzt. Die Seitenfassaden und die Rückfassade, letztere durch einen Balkon in Granit und Travertin in der Mitte bereichert, sind durch umfangreichen Einsatz von Kunststein gekennzeichnet und sind insgesamt einfacher gehalten.

### Kunstwerke

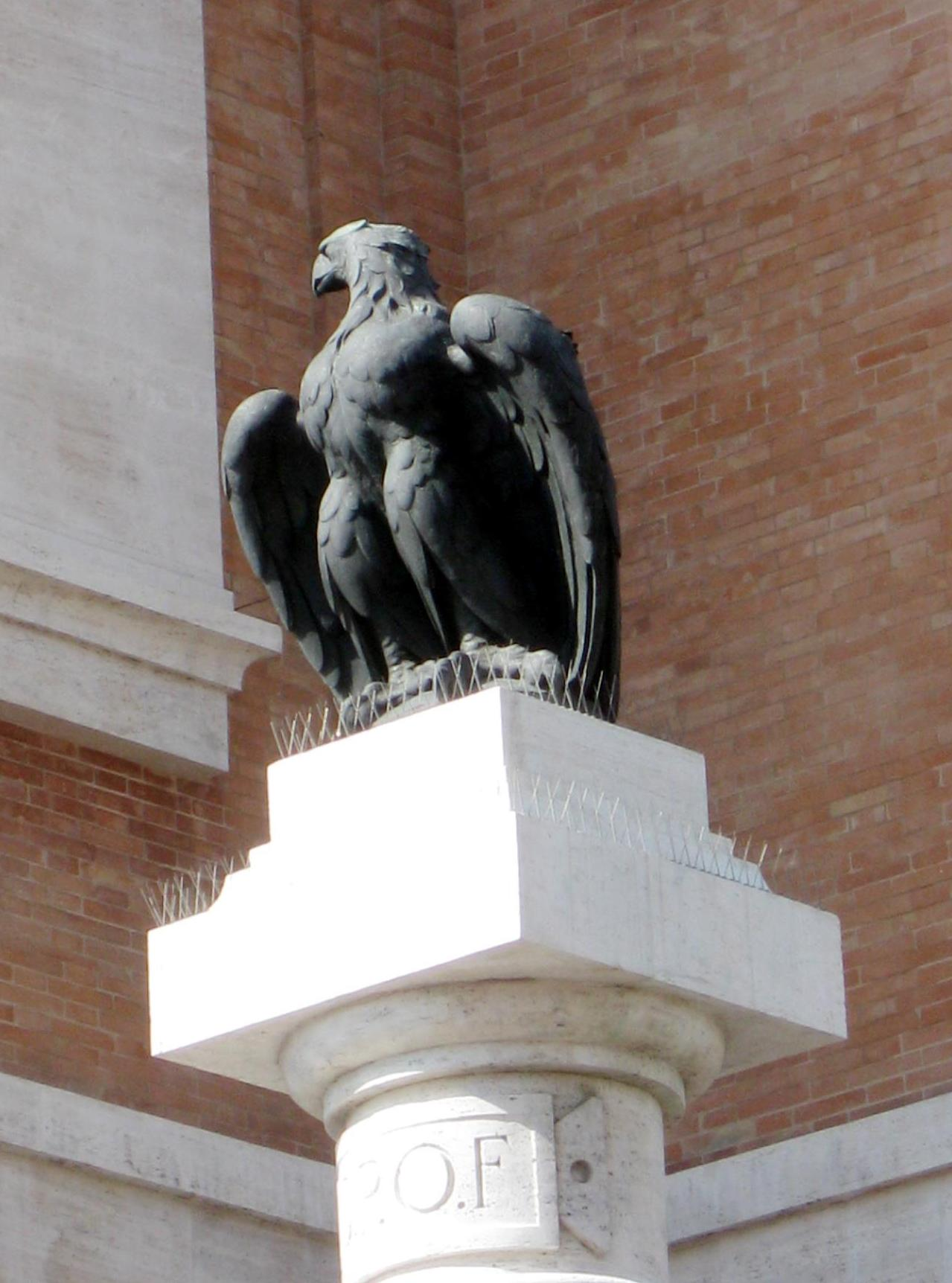
Einer der Bronzeadler

Der Palazzo delle Poste e dei Telegrafi gilt als eines der reichsten Gebäude in Forlì, was die Figuren und das hohe Kunsthandwerk angeht, selbst, wenn man die zahlreichen Verluste in Folge politischer und kriegerischer Ereignisse betrachtet. Es gibt mehrere Künstler, die an der Realisierung dieses Gebäudes mitgearbeitet haben: Der Architekt und Bildhauer Roberto de Cupis, die Bildhauer Bernardo Morescalichi, Ugo Savorana und Mario Miserochi, der Stuckateur Francesco Moschini und der Maler Giovanni Marchini.
An der Hauptfassade des Gebäudes sieht man diverse Werke in Travertin: Zwei Wappen der Stadt Forlì an den Ecksäulen der Vorhalle, einen geflügelten Kopf, der Merkur darstellt und in Übereinstimmung mit dem Schlussstein am mittleren Bogen platziert ist, und ein Wappen über dem Hauptbalkon. Letzteres war ursprünglich zwischen zwei Liktorenbündel gesetzt und trug das Emblem des Hauses Savoyen mit der Königskrone darüber. Zwei Liktorenbündel, die ursprünglich in der Mitte des Quaders platziert waren, der den Eckpfeilern der Vorhalle zugewandt ist, wurden nach dem Fall des Mussolini-Regimes entfernt. Zwei große Liktorenbündel waren bei der Einweihung des Gebäudes an den vorderen Bögen der Türme angeordnet.
Zwei Bronzeskulpturen, die den römischen Adler darstellen, sitzen auf den Säulen in Travertin-Granit, die an den Seiten des Gebäudes angeordnet sind. Diese Skulpturen ersetzten nach etwa einem Jahr die Adler aus Travertin, die bei der Einweihung des Gebäudes vorhanden waren. Letztere wurden dann in den Außenbereich einer Sportanlage an der Via Campo di Marte versetzt. Die Bronzeadler wurden 2001 restauriert. Bei beiden weiß man nicht, wer sie geschaffen hat.
Zwei Gruppen von Bronzestatuen, die der Bildhauer Bernardo Morescalchi aus Carrara schuf und die ein Pferd mit einem danebenstehenden Boten darstellen, müssen an den Enden der Traufe der Fassade montiert gewesen sein, wurden aber aus ästhetischen Gründen sofort nach ihrer Montage im Frühjahr 1933 wieder entfernt und an einem gleichartigen Postgebäude aufgestellt, das Bazzani in Pescara projektiert hatte. Es ist möglich, dass die beiden Skulpturen von der Kriegsindustrie eingeschmolzen worden sind, ebenso wie zahlreiche weiter Kunstwerke aus Metall in dieser Stadt.
An den Seitenfassaden sind ein Wappen der Stadt Forlì (auf der Seite der Piazzetta Don Pippo) und ein Wappen der Savoyer (auf der Seite des Corso Giuseppe Mazzini) sichtbar, beide aus Kunststein und darüber jeweils eine Travertintafel ohne Beschriftung. Auf den Wappen befanden sich ursprünglich je ein Paar Liktorenbündel, die nach dem Fall des faschistischen Regimes entfernt wurden.

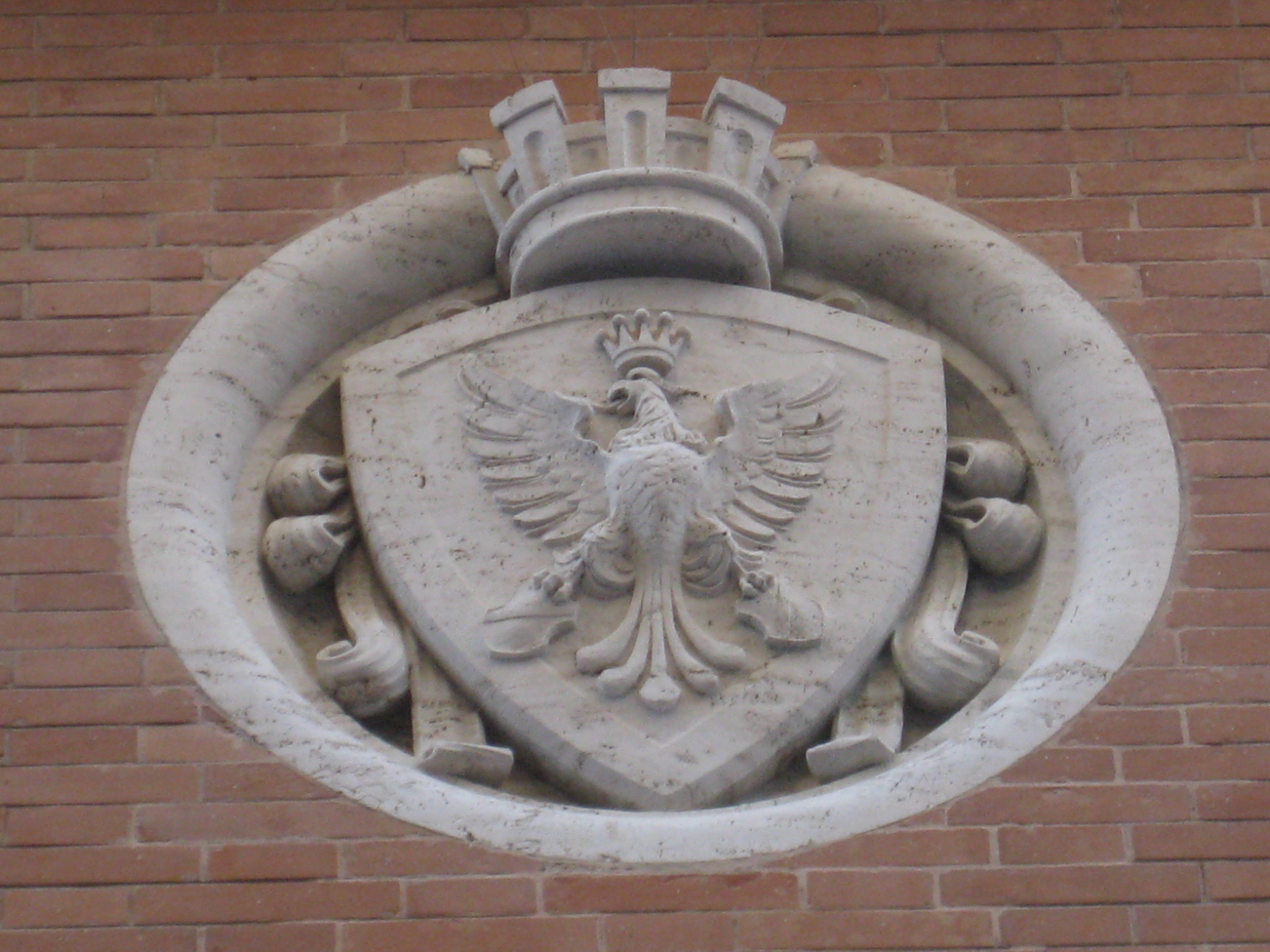
Das Wappen von Forlì an der Rückfassade

An der Rückfassade sieht man ein Wappen in Travertin am Oberlicht des Serviceeingangs, das ursprünglich zwischen zwei Liktorenbündel saß und das Emblem des Hauses Savoyen mit einer Königskrone und zwei skulpturalen Ronden darüber, ebenfalls in Travertin, zeigt, auf denen die Wappen der Stadt und der Provinz Forlì abgebildet sind. Drei Liktorenbündel aus Kunststein, die ursprünglich im Inneren des dreieckigen Tympanons der Fenster im ersten Obergeschoss montiert waren, wurden nach dem Ende des Faschismus entfernt.

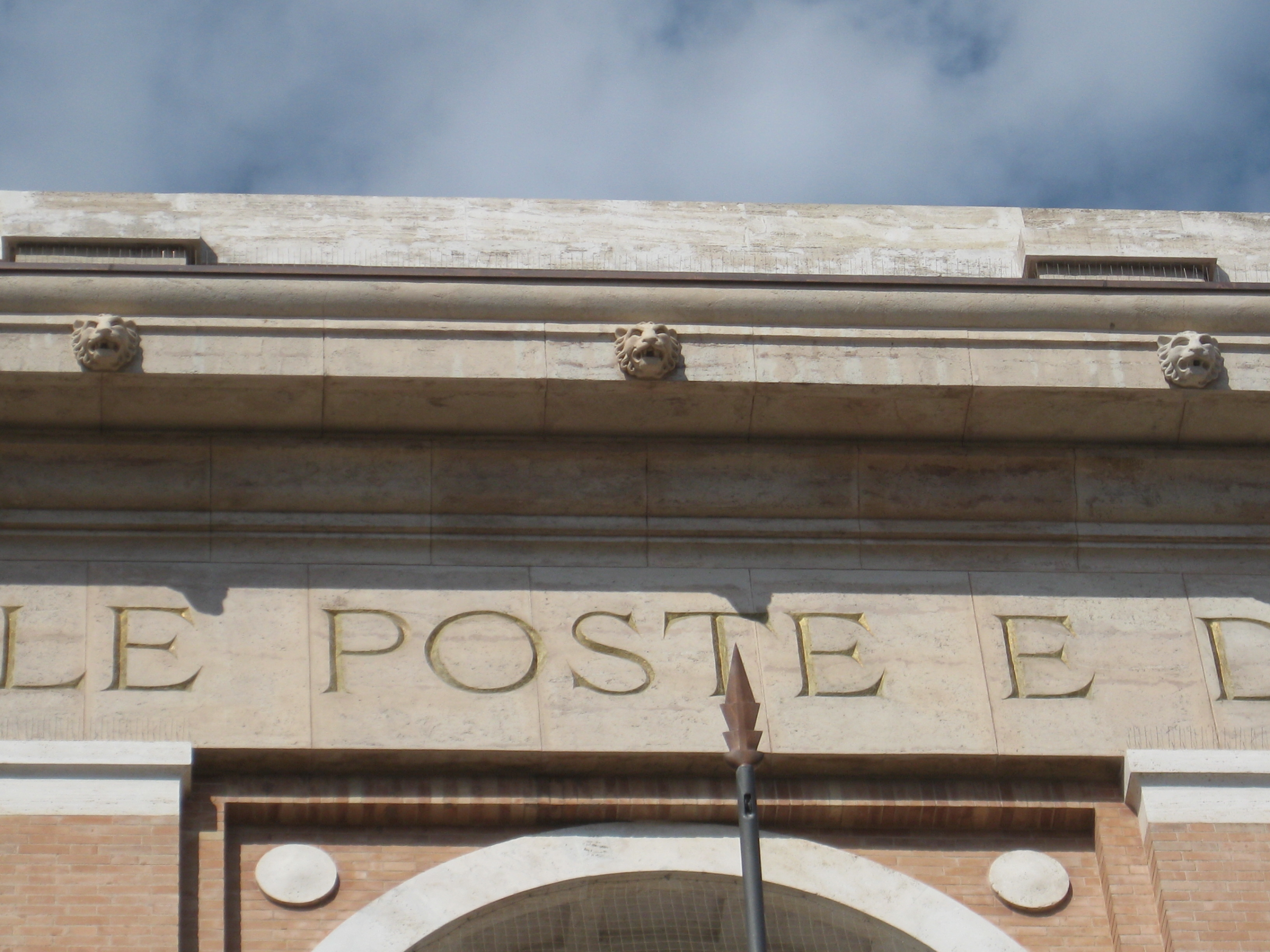
Löwenköpfe als Traufenschmuck

Die umlaufende Traufe ist mit 52 Löwenköpfen in körnigem Beton verziert. Viele davon wurden, da sie verwittert waren, kürzlich entfernt, damit keine Stücke davon herunterfallen.
Die beiden Balkone in der Mitte sind mit schmiedeeisernen Flaggenhaltern ausgestattet, die in Form einer Caveja, dem traditionellen Symbol der Romagna, mit Kupferringen und der ghibellinischen Adlerfigur von Forlì verziert sind.
Das Schiebetor am Eingang zum öffentlichen Atrium, die entsprechenden Fenster im Keller- und Zwischengeschoss, die bogenförmigen Oberlichten an den sechs Eingängen zum Gebäude und die vorderen Öffnungen der Türme sind mit künstlerisch von Roberto de Cupis gestalteten Geländern versehen, die von der Werkstatt Matteuci in Faenza gefertigt wurden, der auch die Realisierung der Geländer der Direktionstreppe zuzuschreiben ist. Die Geländer an der Hauptfassade und die Treppengeländer sind mit Kupferelementen verziert.
Im Inneren des Gebäudes ist eine Bronzeskulptur, die eine weibliche Figur zeigt, eine Uhr mit Onyxzifferblatt trägt (später entfernt) und in der Mitte der öffentlichen Halle platziert ist, ist von besonderem Wert und wurde auch vom Bildhauer Bernardo Morescalchi modelliert. Hinter der Statue ist ein Onyxpaneel aus Marokko platziert. Entfernt wurde dagegen die Marmorbüste des Duce, die von Roberto de Cupis entworfen worden war und ursprünglich in der Schalterhalle aufgestellt war, und die dekorativen Paneele des Malers Giovanni Marchini aus Forlì für die Decken des Direktionssaals und des Ratssaals im ersten Obergeschoss des Gebäudes.
Im Direktionssaal malte Marchini in der Mitte die Wappen von Italien und der Provinz Forlì, verbunden mit einem stilisierten Liktorenbündel, zwei großen Pferden, die Landpost und Luftpost darstellten, alles umgeben von den Wappen der vier Bezirke und der wichtigsten Gemeinden der Provinz. Im benachbarten Ratssaal malte er eine weibliche Figur, gekrönt und umwickelt mit der Trikolore, die die Italia symbolisierte und von der die Wellen des Genies ausgehen und sich über die ganze Welt verbreiten.
Die Kundensäle sind sicherlich die am meisten geschmückten Räume des Gebäudes. Die Wände und die Tische der Schalter sind mit geädertem Marmor aus Trani bedeckt, die Böden sind aus Sektoren farbigen Marmors mit geometrischen Mustern geschaffen, die Decken sind mit Stuck dekoriert. Die Schalter sind heute mit schusssicherem Glas in Aluminiumprofilen versehen, waren aber ursprünglich aus Holz und in Harmonie mit dem anderen Fenstern im Salon und im Serviceatrium gestaltet. Die originale Holzstruktur wurde von den Projektgrafikern im Staatsarchiv von Forlì erhalten. Dieses wurde anfangs der Nachkriegszeit wieder aufgebaut, aber dann in den 1960er-Jahren ersetzt; es war ebenfalls eine hölzerne Struktur aber anders gestaltet und auf einigen Fotografien aus dieser Zeit zu sehen, die zu einer Privatsammlung gehören. Die Postfächer befinden sich in einem separaten Raum auf der rechten Seite des Atriums vor der ehemaligen Telegrammannahme (heute Beratungsraum). Die alten Postfächer, die vollständig in Holz gefertigt waren, wurden Ende der 1950er-Jahre entfernt und durch eine Metallkonstruktion ersetzt. In dieser Zeit erinnerte man an die Angestellten der Post und des Telegraphenamtes, die im Krieg gefallen waren, und gravierte ihre Namen auf eine Marmortafel über den Postfächern.
Ein großer Teil der Lampen aus Murano, die ursprünglich in den Haupträumen des Gebäudes installiert waren und die detailliert im oben genannten Gebäudeübergabebericht erwähnt waren, wurden zerstört oder entfernt. Davon bilden die Lichtfackeln und die Rosettenlampen an der Decke im Kundensaal eine Ausnahme, ebenso wie die Wandlampen und die Hängelampen, die im Bereich der Direktionstreppe montiert worden waren.
Bei kürzlich durchgeführten Restaurierungsarbeiten in der Vorhalle wurden im Zuge der Installation einer neuen Beleuchtungsanlage drei neue Lampen aus Schmiedeeisen mit Bleiglas eingebaut, die von den bereits genannten Gebrüdern Nicoletti aus Forlì gefertigt wurden, und zwar auf Basis von Zeichnungen der Werkstatt Ravaglioli aus Modigliana für die Lampen des Postamtes ‚‘Predappio Nuova‘‘.

### Konstruktionsmerkmale und Fassaden
Die tragenden, vertikalen Strukturen sind aus Stahlbeton und Mauerwerk gefertigt, die horizontalen aus Stahlbeton und Ziegelbeton. Der Dachstuhl mit geneigten Flächen, geteilt in vier Sektoren, besteht aus Traversen und darüber liegender, doppelter Bebretterung. Die Flachdächer der Türme sind in Ziegelbeton ausgeführt. Die Dacheindeckung besteht aus Frankfurter Pfannen und Mönchen und Nonnen verschiedener Art aus verschiedenen Epochen (ursprünglich nur Mönche und Nonnen). Die Dacheindeckung der Türme und des Kundensaales wurde durch Bitumenschichten wasserundurchlässig gemacht. Die überhängenden Dachrinnen wurden aus vorgefertigten, körnigen Betonelementen gefertigt, die ebenfalls eine wasserundurchlässige Schicht erhielten. Die Spenglerarbeiten (innere Regenrohre, Dichtbleche etc.) wurden in Eisenblech ausgeführt. Die eingebauten Fallrohre bestehen aus Gusseisen; die äußeren, zum Innenhof hin aus Beton. Das vorherrschende Finish der Fassaden ist das Sichtmauerwerk, abwechselnd mit Travertin und Kunststein. Die Verkleidungen unter der Vorhalle und die Bossenwerk-Seitenverkleidungen sind aus Travertin. Die Fassaden zum Innenhof hin sind verputzt und gestrichen. Der Bodenbelag an den beiden Türmen besteht aus Sandsteinfliesen, der an den beiden kleinen Höfen aus Betonfliesen. Der Bodenbelag unter der Vorhalle ist Marmor; die Treppenstufen sind in Granit verkleidet. Der städtische Bürgersteig wurde in Betonfliesen, bedeckt mit einem bituminösen Agglomerat, realisiert.
Die Fenster im Keller- und Zwischengeschoss sind aus Eisen und Glas, mit Ausnahme einiger in den Büroräumen, die aus Aluminium und Glas gefertigt sind (ursprünglich Eisen und Glas). Die Außenfenster im ersten und zweiten Obergeschoss sind aus Holz und Glas mit Ausnahme einiger im ersten Obergeschoss zu den Innenhöfen hin, die aus Aluminium und Glas sind (ursprünglich aus Holz und Glas). Die Zugangstüren zur Turmebene sind aus Holz. Das kleine Fenster zur Via Guido Bonatti hin, am Aufzugsturm, ist in Eisen und Glas ausgeführt. In der Loggia gibt es drei Eingänge zum Gebäude, von denen zwei mit Nussbaumholztüren ausgestattet (Hausnr. 27 und 29) und eine in der Mitte, zum Kundensaal, ausgestattet mit einem Schiebetor aus Eisen und Glas und geschützt durch ein künstlerisch gestaltetes Gitter (Hausnr. 28). Der Eingang zur Garage liegt in der Piazzetta Don Pippo (Hausnr. 1) und ist mit einer Fenstertüre aus Aluminium und Glas ausgestattet und von außen durch einen Verschluss aus verzinktem Stahl geschützt (ursprünglich Fenstertüre aus Eisen und Glas und Verschluss durch ein künstlerisch gestaltetes Gitter). Die Serviceeingänge an der Via Guido Bonatti (Hausnr. 2) und am Corso Giuseppe Mazzini (Hausnr. 2) sind mit Holztoren versehen.